# Stilstaan
Stilstaan is het tegenovergestelde van voortbewegen. Stilstaan kan men met of zonder een voertuig (bijvoorbeeld lopend). 

## Verkeer
In het verkeer kan men vrijwillig en onvrijwillig stilstaan. Bij een file of ongeval waarbij men tot stilstand komt valt in dit verband niet onder vrijwillig stilstaan: het is geen keuze maar een voortvloeisel uit de verkeersomstandigheden waarin men zich op een bepaald moment bevindt.
Ook als men verplicht stopt om voorrang te geven, bij een verkeerslicht of bij bord B7, is er sprake van onvrijwillig stilstaan.

### Nederland

Het bord E2: Verbod stil te staan

In Nederland is stilstaan niet hetzelfde als parkeren. In de volgende gevallen is er wel sprake van stilstaan maar niet van parkeren:
- het onmiddellijk in en uit laten stappen van passagiers (bushalte, winkelcentrum etc.)
- het onmiddellijk laden en lossen van goederen (boodschappen)

Het RVV 1990 - artikel 23 beschrijft waar men een voertuig niet mag laten stilstaan. Bijvoorbeeld niet op een kruispunt of een overweg, of langs een gele doorgetrokken streep. Artikel 24 bepaalt waar men een voertuig niet mag parkeren.
Het bord E2 geeft aan dat stilstaan verboden is. Het verbod geldt voor de zijde van de weg waar het bord staat. Is er aan weerszijden een verbod om stil te staan, dan moet er aan weerszijden een bord staan, het is niet mogelijk om E2 in een zone vast te stellen.
Onder het bord kan een onderbord worden aangebracht, evenwijdig aan de weg, met een of twee pijlen. Het verbod geldt dan vanaf het bord, tot het bord of aan weerszijden.

### België
Volgens het Belgische verkeersreglement is stilstaan een voertuig dat "niet langer stilstaat dan nodig voor het laten in- en uitstappen van personen, of voor het laden en lossen van goederen." Stilstaan om elke andere reden, hoe kort ook, wordt als parkeren beschouwd.
Op plaatsen waar in België parkeren verboden is, is stilstaan soms wel toegelaten, bijvoorbeeld waar een verkeersbord E1 staat, voor de inrij van eigendommen en garagepoorten, op een rijbaan met wegmarkeringen of als de vrije doorgang van de rijbaan minder dan 3 meter zou worden.